# Csepel
Sectorul al XXI-lea din Budapesta sau Csepel se află pe insula Csepel, situat în sudul Budapestei. 

## Orașe înfrățite
- Rijeka, Croația
- Juankoski, Finlanda
- Neuenburg am Rhein, Germania
- Salonta, România

| Sectoarele Budapestei |
| --- |
| I \| II \| III \| IV \| V \| VI \| VII \| VIII \| IX \| X \| XI \| XII \| XIII \| XIV \| XV \| XVI \| XVII \| XVIII \| XIX \| XX \| XXI \| XXII \| XXIII |